# Giải bóng đá hạng năm quốc gia Slovakia
Giải bóng đá hạng năm quốc gia Slovakia (tiếng Slovak: 5. Liga) là giải đấu cấp độ thứ năm của Slovakia, gồm 16 bảng.
Vùng Bratislava:
- Oblastný futbalový zväz Bratislava-mesto – V. liga[1]
- Oblastný futbalový zväz Bratislava-vidiek – V. liga[2]

ZsFZ:
- V. liga Juh[3]
- V. liga Stred[4]
- V. liga Východ[5]
- V. liga Sever[6]
- V. liga Západ[7]

SsFZ:
- V.liga skupina A[8]
- V.liga skupina B[9]
- V.liga skupina C[10]
- V.liga skupina D[11]

VsFZ:
- V. liga Košicko-gemerská[12]
- V. liga Zemplínska[13]
- V. liga Vihorlatsko-Dukelská[14]
- V. liga Šarišská[15]
- V. liga Podtatranská[16]